# Eva Bjørn Vedel Jensen
Eva Bjørn Vedel Jensen (født 14. juni 1951, Esbjerg) er en dansk matematiker og professor på Aarhus Universitet, der bl.a. forsker i stereologi og stokastisk geometri.

## Uddannelse og karriere
Jensen blev uddannet cand.scient. på Aarhus Universitet i 1976. Hun blev dr.scient. samme sted i 1987.
Hun blev ansat som lektor på AAU i 1979 og blev siden udnævnt til først docent og senere forskningsprofessor, førhun i 2003 blev udnævnt til professor på Institut for Matematiske Fag.
Hun har været leder af af T.N. Thiele Centret for Anvendt Matematik i Naturvidenskaberne.
Han var medlem af Forskningsrådet for Teknologi og Produktion 2013-2018. Hun har skrevet knap 100 videnskabelige artikler og udgivet to bøger.
Hun er medlem af Videnskabernes Selskab.

## Hæder
- 1999: Direktør Ib Henriksens Forskerpris
- 2009: Villum Kann Rasmussens Årslegat, Villum Fonden[5]
- 2010: Ridder af Dannebrog